# Chauna chavaria
El chicagüire, chavarrí o  chajá chicagüire  (Chauna chavaria), es una especie de ave anseriforme de la familia Anhimidae que se encuentra en el norte de Venezuela y Colombia.
Es exclusivamente vegetariano, comiendo las partes verdes de las plantas acuáticas suculentas.